# USA:s ambassad i Bagdad
USA:s ambassad i Bagdad, engelska: Embassy of the United States of America in Baghdad alternativt United States Embassy in Baghdad; arabiska: سفارة الولايات المتحدة الأمريكية في بغداد alternativt سفارة الولايات المتحدة في بغداد, är en sekretessbelagd bestyckad fästning, som utgör USA:s beskickning i Irak, och är placerad i den gröna zonen i Iraks huvudstad Bagdad, precis norr om floden Tigris.
Den är världens största ambassad med 22 byggnader på en yta på totalt 42 hektar (104 acres), byggnadskomplexet är nästan lika stort som Vatikanstaten och har kapacitet för tusentals anställda att både arbeta och bo där, år 2012 hade den en personalstyrka på uppemot 16 000 anställda. Byggnadskomplexets faciliteter består, förutom av själva ambassaden, bland annat av bostäder för de anställda, bar, basketplan, biograf, fotbollsplan, gym, matsal, simhall, skola, tennisbanor och varuhus samt att den har eget reningsverk och kraftverk.
Ambassaden uppfördes mellan 2005 och den 5 januari 2009 till en kostnad på 750 miljoner amerikanska dollar. Innan dess hade USA en ambassad i Irak mellan 1931 och 1967, de diplomatiska förbindelserna mellan länderna upphörde efter att sexdagarskriget avslutades. Belgien blev då skyddsmakt åt USA och 1972 började USA aktivt verka på den belgiska ambassaden, det varade fram till 1984 när Irak och USA återupptog de diplomatiska förbindelserna. Det varade dock bara till strax innan Gulfkriget bröt ut 1991. USA utsåg då Polen som skyddsmakt och det varade fram till mars 2003 när USA och den multinationella styrkan invaderade Irak, USA upprättade snabbt en ambassad i det republikanska palatset eftersom den låg inom gröna zonen, som inte den gamla ambassaden gjorde och ansågs vara för riskabelt att användas.